# Ahmed Said
Ahmed Said (àrab: أحمد سعيد, Aḥmad Saʿīd) (el Caire, 29 d'agost de 1925 – 4 de juny de 2018) va ser un comunicador radiofònic egipci. Va ser el primer director i presentador de Sawt al-àrab, del que va ser la veu principal des de 1953 fins al 1967. Se'l va conéixer per demanar la unitat àrab i l'alliberament de Palestina des de «la mar al riu (Jordà)». També se li atribueix l'autoria del lema de l'emissora: «Sawt al-àrab, cridant a la nació àrab des del cor del Caire». Va morir el 4 de juny de 2018, amb 92 anys.